# André Lemoine (gymnastique)
Pour les articles homonymes, voir André Lemoine et Lemoine.
André Lemoine, né le 25 novembre 1903 à Chartres (Eure-et-Loir) et mort le 19 juin 1978 dans cette même ville, est un gymnaste français qui participe aux Jeux olympiques d'Amsterdam en 1928.

## Biographie
Marié avec Germaine Vaultier et père de deux enfants, toute sa vie se déroule à Chartres où il est membre du patronage Jeanne d'Arc, situé au 89 rue du Grand-Faubourg. Il y pratique dès son enfance la gymnastique où il évolue au plus haut niveau de 1925 à 1932. Sur le plan professionnel il est chef de service à la régie du syndicat électrique intercommunal du pays chartrain (RSEIPC).
Plusieurs fois médaillé d'or, d'argent et de bronze aux championnats de France, il atteint le sommet de sa carrière en 1928 en participant aux Jeux olympiques d'été à Amsterdam où il ne parvient pas à décrocher de médaille.

## Palmarès
Il est 1er au championnat de France artistique de la Fédération gymnastique et sportive des patronages de France (FGSPF) à Paris en 1926 et à Albi en 1929.

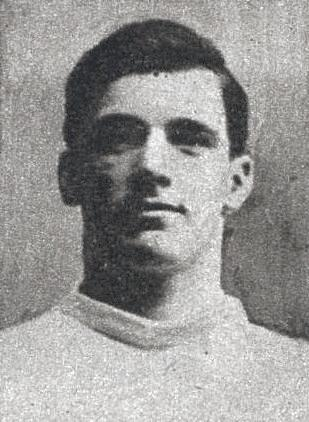
André Lemoine en 1928.

Le 10 août 1928, aux Jeux olympiques d'Amsterdam (Pays-Bas), il se classe 4e mondial aux barres parallèles (meilleur des Français par appareil) et 4e au concours général par équipes.